# Alfie (película de 1966)
Alfie es una película británica de 1966, producida y dirigida por Lewis Gilbert. Protagonizada por Michael Caine, Shelley Winters, Millicent Martin y Vivien Merchant en los papeles principales.
Está basada en la obra homónima de Bill Naughton, de 1963. En 2004 se realizó un remake, protagonizado por Jude Law.

## Argumento
Alfie es un joven que trabaja como chofer en una empresa de alquiler de autos de alta gama. Vive de forma libertina y promiscua, hasta que una serie de problemas le hacen replantearse su vida.

## Reparto
- Michael Caine - Alfie Elkins
- Shelley Winters - Ruby
- Millicent Martin - Siddie
- Julia Foster - Gilda
- Jane Asher - Annie
- Shirley Anne Field - Carla
- Vivien Merchant - Lily
- Eleanor Bron - La doctora
- Denholm Elliott - El abortero
- Alfie Bass - Harry Clamacraft
- Graham Stark - Humphrey
- Murray Melvin - Nat
- Sydney Tafler - Frank

## Premios
- Premio BAFTA 1967 : a la actriz más promisoria (Vivien Merchant).
- Premio Especial del Jurado del Festival de cine de Cannes 1966 : (Lewis Gilbert).
- Premio Globo de Oro 1967 : a la mejor película extranjera en inglés.
- Premio Laurel de Oro 1967 : a la mejor actriz secundaria (2° puesto) (Shelley Winters).
- Premio National Board of Review 1967 : a la mejor actriz secundaria (Vivien Merchant).
- Premio National Screen Film Critics 1967 : al mejor actor (Michael Caine).
- Premio Kansas City Film Critics Circle 1967 : al mejor actor (Michael Caine).

## Comentarios
Alfie fue originariamente un radiodrama escrito por Bill Naughton, quien también realizó el guion de la adaptación. 
Alfie habla con frecuencia directamente a la cámara, compartiendo sus impresiones con el espectador y volviéndolo su cómplice.

## Candidaturas al premio Oscar
- Mejor actor (Michael Caine)
- Mejor actriz de reparto (Vivien Merchant)
- Mejor canción (Burt Bacharach y Hal David por "Alfie")
- Mejor película
- Mejor guion adaptado